# Przykopka

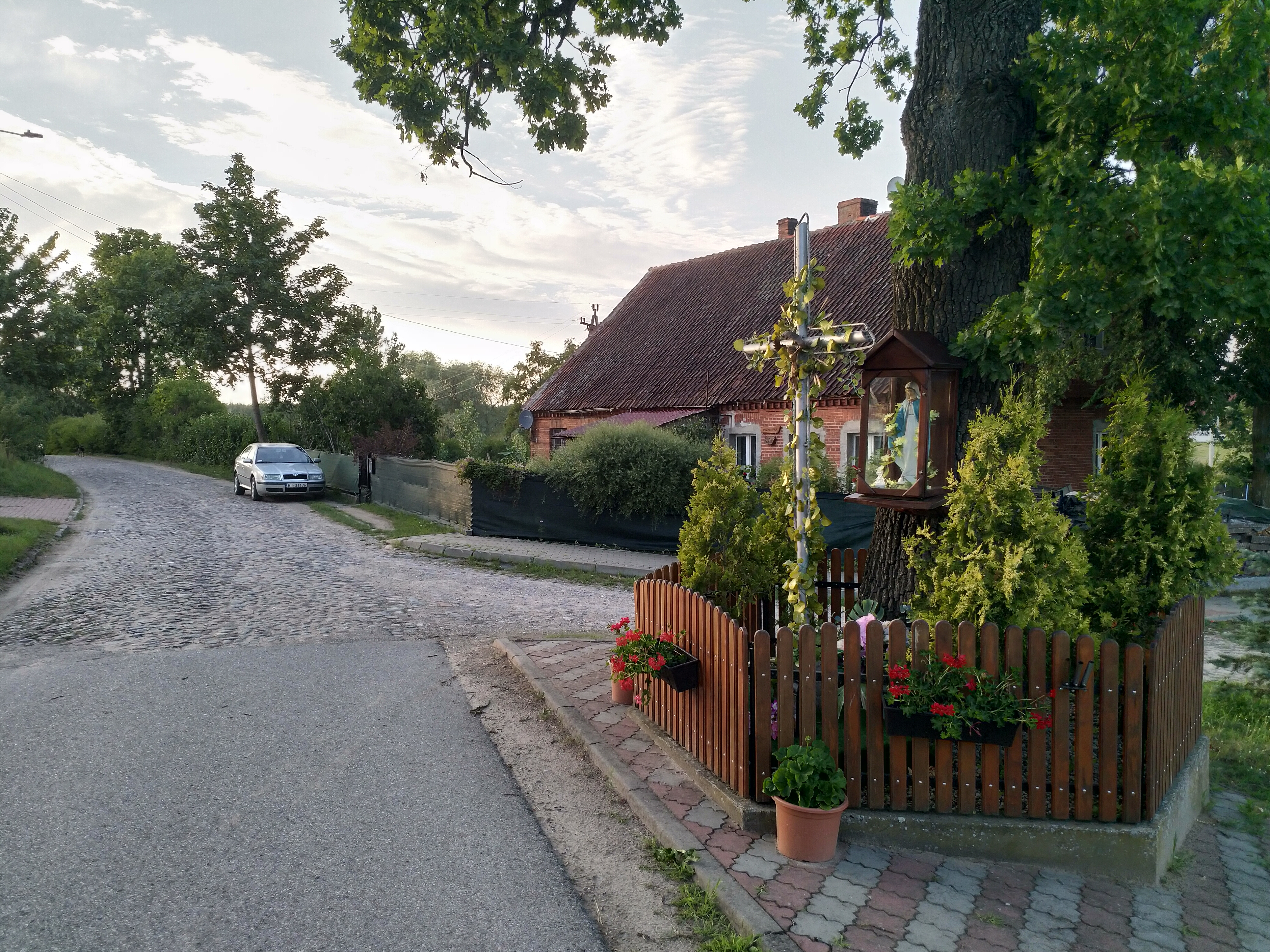
Przykopka (2024)

Przykopka (deutsch Przykopken, 1926 bis 1945 Birkenwalde) ist ein Dorf in der polnischen Woiwodschaft Ermland-Masuren, das zur Gmina Ełk (Landgemeinde Lyck) im Powiat Ełcki (Kreis Lyck) gehört.

## Geographische Lage
Przykopka liegt im Osten der Woiwodschaft Ermland-Masuren, sieben Kilometer nordöstlich der Kreisstadt Ełk (Lyck).

## Geschichte
Przykopken wurde im Jahre 1515 gegründet. 
Von 1874 bis 1905 war das Dorf mit dem dazugehörigen Wohnplatz Forsthaus Birkenwalde (polnisch: Pisanica) in das Standesamt Soffen (polnisch Krokocie) einbezogen, danach bis 1945 in das Standesamt Chelchen (1938 bis 1945: Kelchendorf, polnisch: Chełchy). Im gleichen Zeitraum war Przykopken ein Dorf innerhalb des Amtsbezirks Soffen (Krokocie), der zum Kreis Lyck im Regierungsbezirk Gumbinnen (ab 1905: Regierungsbezirk Allenstein) in der preußischen Provinz Ostpreußen gehörte. Im Jahre 1910 verzeichnete Przykopken 213 Einwohner.
Aufgrund der Bestimmungen des Versailler Vertrags stimmte die Bevölkerung im Abstimmungsgebiet Allenstein, zu dem Przykopken gehörte, am 11. Juli 1920 über die weitere staatliche Zugehörigkeit zu Ostpreußen (und damit zu Deutschland) oder den Anschluss an Polen ab. In Przykopken stimmten 140 Einwohner für den Verbleib bei Ostpreußen, auf Polen entfielen keine Stimmen.
Am 19. Juli 1926 wurde Przykopken in „Birkenwalde“ umbenannt. Die Einwohnerzahl stieg bis 1933 auf 223 und belief sich 1939 auf 230.
In Kriegsfolge kam das Dorf 1945 mit dem gesamten südliche Ostpreußen zu Polen und erhielt die polnische Namensform „Przykopka“. Heute ist es Sitz eines Schulzenamtes (polnisch Sołectwo) und damit eine Ortschaft im Verbund der Gmina Ełk (Landgemeinde Lyck) im Powiat Ełcki (Kreis Lyck), vor 1998 der Woiwodschaft Suwałki, seither der Woiwodschaft Ermland-Masuren zugehörig.

## Religionen
Bis 1945 war Przskopken mit dem Forsthaus Birkenwalde in die evangelische Pfarrkirche Lyck in der Kirchenprovinz Ostpreußen der Kirche der Altpreußischen Union sowie in die römisch-katholische Kirche St. Adalbert Lyck im Bistum Ermland eingepfarrt. 
Heute gehören die katholischen Einwohner Przykopkas zur Pfarrei Chełchy (Chelchen, 1938 bis 1945 Kelchendorf) im Bistum Ełk der Römisch-katholischen Kirche in Polen. Die evangelischen Kirchenglieder halten sich zur Kirchengemeinde in der Stadt Ełk, einer Filialgemeinde der Pfarrei Pisz (deutsch Johannisburg) in der Diözese Masuren der Evangelisch-Augsburgischen Kirche in Polen.

## Verkehr
Przykopka liegt an einer Nebenstraße, die vier Kilometer östlich von Ełk von der Landesstraße 16 in nördlicher Richtung abzweigt und bis nach Kijewo (Kiöwen) führt. Außerdem ist der Ort von Płociczno (Plotzitznen, 1938 bis 1945 Bunhausen) über Krokocie (Soffen) erreichbar.
Ab 1879 ist Przykopken Bahnstation an der Bahnstrecke Ełk–Tschernjachowsk (deutsch Lyck–Insterburg), die heute nur noch sporadisch zwischen Ełk und Olecko befahren wird – ohne Halt in Przykopka.